# الزبدانی
الزَبَدانی (به عربی: الزبدانی) شهری در جنوب باختری سوریه است که در استان ریف دمشق واقع شده‌است.
الزبدانی ۴۰٬۶۱۳ نفر جمعیت دارد و ۱٬۱۰۰ متر بالاتر از سطح دریا در مرکز دره‌ای سبز که توسط کوه‌های بلند احاطه گردیده واقع شده‌است.
شهر «الزبدانی» با مساحت سه هزار کیلومتر تنها ۴۵ کیلومتر از دمشق فاصله دارد و در ۱۱ کیلومتری مرز لبنان واقع شده‌است. این شهر در مسیر دمشق، حمص و منطقه الساحل در شمال سوریه قرار گرفته‌است. به همین دلیل از جایگاهی استراتژیک برخوردار است این شهر یکی از بزرگترین شهرهای سوریه است که پیشتر به دست مخالفان سوری تصرف شده بود و در سال ۲۰۱۶ طی یک معاوضه با اهالی در محاصره روستای کفریا کاملاً به دست حکومت سوریه افتاد. البته برخی رسانه‌های طرفدار حکومت سوریه مدعی شدند نیمی از شهر تا پیش از آن از دست مخالفان خارج شده بود و عده‌ای از آن‌ها با پذیرش طرح عفو ریاست جمهوری تسلیم قوای دولتی شده بودند.
. این شهر در جنگ داخلی سوریه یکی از دروازه‌های اصلی ورود تسلیحات و مخالفان دولت اسد از لبنان به قلمون به‌شمار می‌رود.
شهر «الزبدانی» از اهمیت ویژه‌ای برای ارتش سوریه برخوردار است، زیرا این شهر راه ارتباطی دمشق با بیروت به‌شمار می‌رود.